# Meurtres de la gare de Perpignan

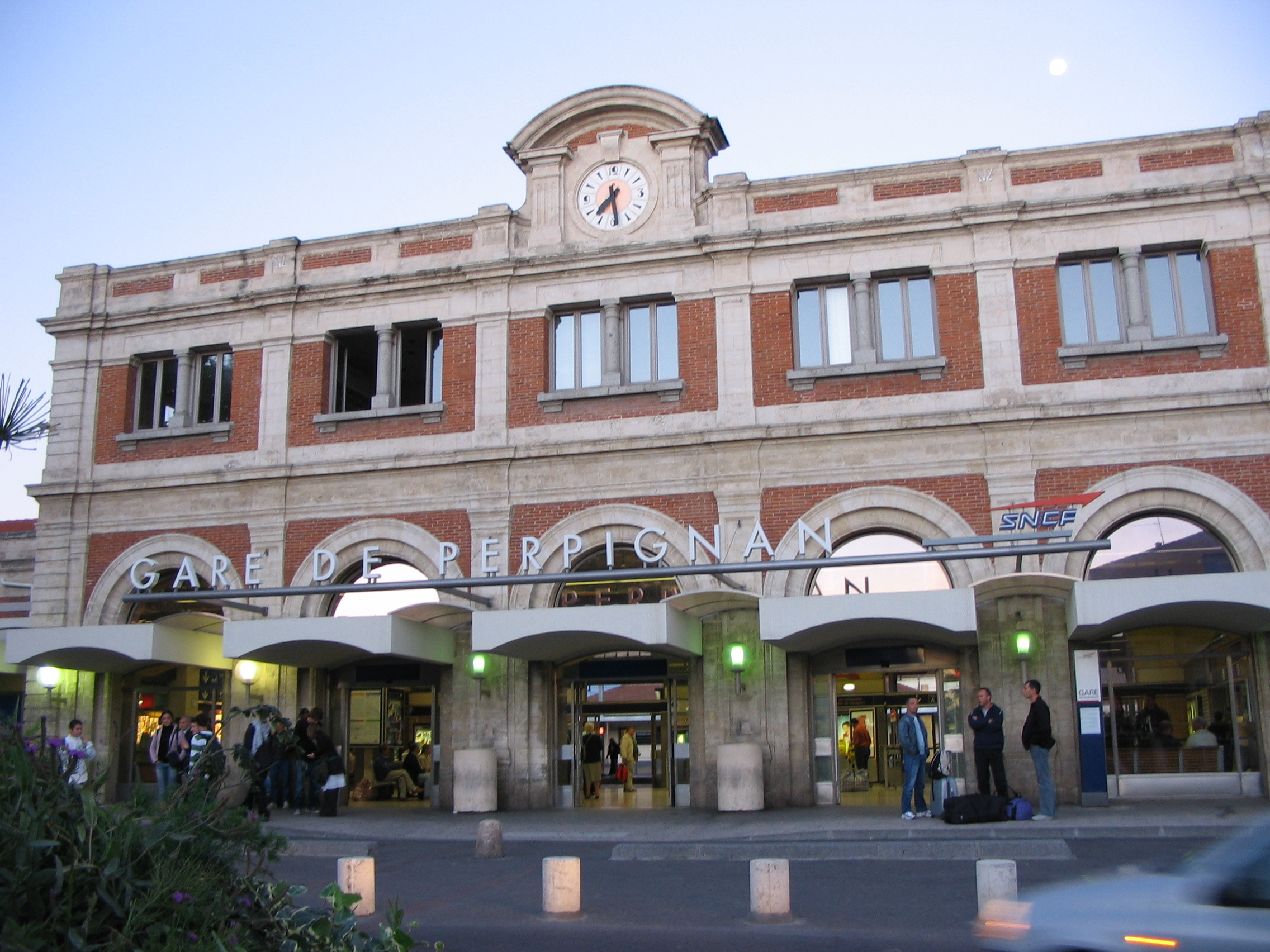
Gare de Perpignan (2005).

L'affaire des meurtres de la gare de Perpignan concerne un ensemble de meurtres commis tous dans une même période et de la même façon en France près de la gare de Perpignan. Entre 1995 et 2001, une jeune fille disparaît, et trois sont retrouvées mortes, dans des conditions similaires, ce qui fait croire aux agissements d'un tueur en série avant que la police ne s'oriente vers la piste de tueurs séparés. À ce jour, les trois meurtres sont élucidés et impliquent deux meurtriers différents.

## Historique
Quatre jeunes filles au physique similaire disparaissent dans le quartier de la gare à Perpignan, vraisemblablement abordées ou emmenées de force par un automobiliste dans les rues Courteline et Henri-Ribère, probablement au niveau du café Figuères, situé à environ 600 mètres au sud de la gare, à l'angle de la rue Henri-Ribère et de l'avenue Julien-Panchot (42° 41′ 30″ N, 2° 52′ 57″ E) :
- Tatiana Andújar (17 ans), le 24 septembre 1995[1] ;
- Mokhtaria Chaïb (19 ans), le 21 décembre 1997[1] ;
- Marie-Hélène Gonzalez (22 ans), le 16 juin 1998[1] ;
- Fatima Idrahou (23 ans), le 9 février 2001[2].

Mis à part Tatiana Andújar, dont le corps ne fut jamais retrouvé, les trois autres victimes furent découvertes mortes et dénudées. Les organes génitaux de Mokhtaria Chaïb et Marie-Hélène Gonzalez avaient été mutilés (en outre, la tête et les mains de la seconde avaient été sectionnées et ne furent retrouvées dans des sacs-poubelles que six mois plus tard). Les effets personnels de toutes les victimes sont restés introuvables.

## Premier meurtre élucidé: Fatima Idrahou
À la suite de la quatrième disparition (celle de Fatima Idrahou) en février 2001, la ville de Perpignan est sous le feu des médias qui spéculent sur la présence d'un tueur en série. Grâce aux indications d'un témoin qui avait noté le type, la couleur du véhicule dans lequel Fatima avait été emmenée de force et une partie de l'immatriculation, Marc Delpech, un tenancier de bar perpignanais, marié et père d’un enfant, est interpellé chez ses beaux-parents en Meurthe-et-Moselle le 23 février, soit quatorze jours après le crime. Lors de sa garde à vue, il finit par avouer le meurtre de Fatima Idrahou, qu’il connaissait pour avoir fréquenté le magasin Darty où la victime était caissière, et explique son geste par le fait que cette dernière n'avait pas cédé à ses avances. Alors qu'il avait affirmé aux enquêteurs avoir fait disparaître le corps au cap Béar, à Port-Vendres, on retrouve finalement le cadavre dénudé d'Idrahou sur les bords de l’Étang de Canet, à cinq cents mètres du domicile du tueur présumé,.
Le 18 juin 2004, Delpech est condamné à trente ans de réclusion criminelle dont vingt ans de peine de sûreté, par la cour d'assises des Pyrénées-Orientales pour l'enlèvement, le viol et le meurtre de Fatima Idrahou, peine confirmée au procès en appel le 1er juillet 2005. Sa peine purgée, il a été libéré en 2022.
Même si des soupçons pèsent sur lui (on a découvert à son domicile des coupures de presse relatant les quatre meurtres, ainsi que la troublante ébauche d’un roman policier intitulé Tatiana, retrouvée sur son ordinateur et contenant très précisément les circonstances de l’enlèvement de Tatiana Andújar), il n'est pas poursuivi pour les trois précédentes disparitions.

## Autres meurtres élucidés
À la mi-octobre 2014, l'ADN de l'agresseur de Mokhtaria Chaïb a été identifié comme étant celui de Jacques Rançon, cinquante-quatre ans, père de quatre enfants (issus de deux liaisons différentes), habitant à Perpignan depuis 1997, année même du meurtre de Mokhtaria,,.
Ce cariste-magasinier originaire de Hailles, dans la Somme, déjà fiché et plusieurs fois condamné pour agressions sexuelles et violences dont huit ans ferme par une cour d'assises de Picardie pour le viol d'une femme, est placé en garde à vue le 14 octobre 2014 et avoue deux jours plus tard le viol et le meurtre de Mokhtaria Chaïb,,. Mis en examen et écroué pour « viol avec arme en récidive et assassinat », le tueur présumé, qui venait d'être libéré d'une condamnation à un an de prison pour menace de mort à l'encontre de la mère de ses deux derniers enfants, est mis hors de cause dans la disparition de Tatiana Andújar, car il était incarcéré en Picardie au moment des faits, même si l'on ignore s'il avait alors bénéficié d'une permission de sortie,.
Il reste cependant suspect dans la mort de Marie-Hélène Gonzalez,,. La police avait décelé deux autres traces ADN sur les lieux où le corps a été retrouvé.
Le 4 juin 2015, confondu grâce aux progrès de la génétique, Jacques Rançon avoue tout d'abord une tentative d'assassinat datant de mai 1998 sur une jeune fille âgée de dix-neuf ans à l'époque, une tentative de meurtre désormais prescrite. La victime s'était manifestée dès mars 2015, ayant reconnu le visage du suspect sur des photos parues dans la presse. Puis le 9 juin 2015, il avoue spontanément le meurtre de Marie-Hélène Gonzalez,.
Le 26 mars 2018, après trois semaines de procès, la cour d'assises des Pyrénées-Orientales condamne Jacques Rançon à la peine maximale, la réclusion criminelle à perpétuité, assortie d'une période de sûreté de vingt-deux ans.
En juin 2019, Jacques Rançon avoue lors de sa garde à vue avoir enlevé, frappé, violé et étranglé, en 1986 Isabelle Mesnage, 20 ans, informaticienne au CHU d'Amiens, alors qu'elle faisait du stop. Le corps d'Isabelle Mesnage avait été découvert le 3 juillet 1986 aux abords d'un chemin de randonnée à Cachy, ses vêtements en partie déchirés et des objets lui appartenant disséminés près d'elle. Rançon est mis en examen pour assassinat et viol,,.

## Autres éléments d'enquête
Seule la disparition de Tatiana Andújar reste à ce jour non élucidée dont le dossier est étudié par le pôle judiciaire dédié aux affaires criminelles non élucidées en 2022.

### Pistes étudiées
En 2003, l'Office central pour la répression des violences aux personnes entame un travail de rapprochement des données de plusieurs affaires criminelles, assistés par un nouveau logiciel d'analyse criminelle, « SALVAC ». Les éléments d'enquête concernant ces quatre jeunes filles sont comparés avec ceux de l'affaire Benitez, qui concerne la disparition de deux autres femmes à Perpignan. Aucun lien probant ne peut être établi car d'une part, le suspect de l'affaire Benitez n'était pas domicilié à Perpignan au moment des faits et d'autre part, le profil du légionnaire et celui du meurtrier de la gare de Perpignan ne présentent pas des similitudes évidentes.
À la suite de la diffusion de plusieurs reportages télévisés, plusieurs appels à témoins ont été lancés dans les médias, avec un numéro vert permanent, notamment en janvier 2012.
En avril 2013, le juge chargé de l'affaire diligente de nouvelles analyses ADN avec une technique récente, applicable sur des pièces à conviction pauvres en cellules. Le 2 octobre 2013, des empreintes génétiques sont mises en évidence sur plusieurs des objets saisis à l'endroit où Marie-Hélène Gonzalez avait été retrouvée morte à Perpignan le 26 juin 1998. Elles ne correspondent pas à celles d'Andrés Palomino Barrios longtemps suspecté du meurtre de la jeune fille.

### Autres suspects
Il est à relever que, durant l'enquête, deux autres personnes furent également suspectées.

#### Andrés Avelino Palomino Barrios
À la suite de la disparition de Mokhtaria Chaïb, un suspect de nationalité péruvienne, Andrés Avelino Palomino Barrios, dont le diplôme de chirurgie apparaît douteux, est interpellé : c'est notamment un habitué du café Figuères.
De nombreux faits sont en sa défaveur (ses connaissances en anatomie, des vols de matériels médicaux effectués dans les hôpitaux où il travaillait, ainsi que des condamnations pour escroqueries). Lorsqu'on retrouve le corps de Mokhtaria Chaïb, il devient le suspect principal, car l'un de ses cheveux est retrouvé près de la scène de crime, sur un passe-montagne abandonné. Il est pourtant relâché faute de preuves, son ADN n'ayant pas été retrouvé sur les lieux du crime, mais également parce que c'est durant sa détention provisoire que Marie-Hélène Gonzalez a été assassinée.
Cependant il sera interpellé en 2009 en Espagne à Adra, pratiquant toujours la médecine sans diplôme avéré.
Le 21 juin 2012, Andrés Palomino Barrios est retrouvé mort étranglé à son domicile à Valence (Espagne), alors qu'il devait passer en jugement dans ce pays pour exercice illégal de la médecine,,.

#### Esteban Reig
Des soupçons se portent également depuis 2010 sur un ressortissant espagnol, Esteban Reig, tueur psychopathe qui s’est pendu en 2002, à l’âge de 47 ans, alors qu'il se trouvait en détention dans la prison de Villefranche-sur-Saône.
Adonné aux drogues dures, cet homme marié et père de quatre enfants était un individu extrêmement violent. Toujours armé d’un couteau, il menaçait régulièrement son épouse ainsi que plusieurs autres personnes de les « découper en morceaux ».
Il fut condamné par les assises du Rhône pour le meurtre de son colocataire, Jean-Marie Guest, commis alors qu’il vivait à Lyon : après avoir poignardé la victime à la suite d’une dispute, il avait soigneusement découpé le cadavre, qu’il avait placé dans des sacs en plastique.
Faits troublants : il vivait à Perpignan en 1997-1998, époque où les meurtres de Mokhtaria Chaïb et Marie-Hélène Gonzalez ont été commis, et fréquentait le quartier de la gare, particulièrement le café Figuères.
Selon des confidences faites à ses compagnons de cellule, ainsi qu’à sa fille, il aurait reconnu avoir tué et dépecé deux femmes à Perpignan (dont l'une aurait été séquestrée), et précisé : « Je préfère les brunes, cheveux longs, assez typées, pas trop grandes, réservées. J'ai quand même eu tout type de femmes mais je préfère les filles du Sud » (détails correspondant aux signalements de toutes les victimes de Perpignan). Des expertises supplémentaires (tests ADN) furent diligentées en juin 2010 par le parquet,, les techniques d'analyse et de recherche des traces ADN ayant évolué.

### Articles de presse
- « Puzzle sanglant à la gare de Perpignan. Une femme disparue, deux tuées et découpées, une enquête à reprendre à zéro » Article de Marc Pivois publié le 14 septembre 1998 dans Libération.
- « Sur la piste du serial killer » Article de Jérôme Dupuis publié le 29 mai 2003 dans L'Express.
- « Sur la piste du "tueur de la gare" de Perpignan » Article de Jérôme Sage et Brendan Kemmet publié le 9 juin 2010 dans France-Soir.
- « Disparitions : la "malédiction" de Perpignan » Article de Ugo Bocchi publié le 2 août 2013 dans La Dépêche du Midi.
- « Disparues de la gare de Perpignan : découverte d'ADN inconnus » Article publié le 2 octobre 2013 dans Le Parisien.
- « Disparues de la gare de Perpignan : le miracle scientifique n'a pas eu lieu » Article publié le 16 mai 2014 dans La Dépêche du Midi.
- « Crimes de la gare de Perpignan : nouvel échec dans l’enquête » Article de Laure Moysset publié le 15 mai 2014 dans Midi libre.

### Documentaires télévisés
- « Les meurtres de la gare de Perpignan » en octobre 2007 et décembre 2008 dans Faites entrer l'accusé présenté par Christophe Hondelatte sur France 2.
- « Les disparues de Perpignan » le 19 octobre 2008 dans Les faits Karl Zéro sur 13e rue
- « Les meurtres mystérieux de Perpignan » le 15 janvier 2012 dans Non élucidé sur France 2.
- « Les disparues de la gare » (troisième reportage) dans «... en Languedoc-Roussillon » le 4, 11 et 19 novembre 2013 et 15, 22 et 30 septembre 2014 dans Crimes sur NRJ 12.
- « Perpignan, le tueur aux deux visages », un documentaire de Sarah Oultaf, Guillaume Salasca, Christophe Barreyre et Florence Helleux, diffusé le 29 octobre 2017 dans 13h15, le dimanche sur France 2.
- « Jacques Rançon - La gare de Perpignan » en mai 2021 dans Faites entrer l'accusé présenté par Rachid M'Barki sur RMC Story.
- « Affaire Jacques Rançon, le tueur de la gare de Perpignan » le 12 février 2022 dans Au bout de l'enquête, la fin du crime parfait ? sur France 2.
- « Les disparues de la gare de Perpignan » le 18 janvier 2025 dans Grands Reportages sur TF1.

### Émissions de radio
- « Les disparues de Perpignan » dans Hondelatte raconte le 27 août 2018 sur Europe 1.